# Carsten Embach
Carsten Embach (* 12. Oktober 1968 in Stralsund) ist ein ehemaliger deutscher Bobfahrer und aktueller Bobtrainer.
Wie so viele Bobfahrer begann auch Embach seine Karriere in der Leichtathletik. Er war im Weitsprung der letzte Hallenmeister der DDR und belegte bei den Halleneuropameisterschaften 1990 mit 7,83 m Platz fünf.
1994 nahm Embach erstmals an Olympischen Spielen teil und gewann im Viererbob von Wolfgang Hoppe Bronze. 1995 und 1997 wurde er mit dem Viererbob von Hoppe Weltmeister, 1996 erhielt das Team Bronze. 1998 konnte sich das Team nicht für die Olympischen Spiele qualifizieren und Wolfgang Hoppe beendete seine sportliche Laufbahn.
Carsten Embach wechselte zum Team des aufstrebenden André Lange und gewann mit dessen Viererbob 2000 erneut den Weltmeistertitel. Nach Silber bei den Weltmeisterschaften 2001 gewann der Viererbob mit Lange, Embach, Enrico Kühn und Kevin Kuske Gold bei den Olympischen Spielen 2002.
Dafür wurden ihm und dem deutschen Bob-Team am 6. Mai 2002 das Silberne Lorbeerblatt verliehen.
2003 wurde das Team mit René Hoppe statt Enrico Kühn nochmals Weltmeister. Nach Beendigung seiner aktiven Laufbahn wurde Embach Bundestrainer im Bob- und Schlittenverband für Deutschland.